# エアフルト
エアフルト（Erfurt [ˈɛʁfʊʁt] ( 音声ファイル)）は、ドイツ中央部の町でテューリンゲン州の州都である。人口は約22万人、エアフルト、ヴァイマル、イェーナにわたる州都圏にはおよそ50万人が住んでいる。
エルフルトとも呼ばれる。
東ドイツ時代にはエアフルト県の県都が置かれていた。

## 地勢
エアフルトは、ウンシュトルト川の左岸支流で全長85kmのゲーラ川の流域にあり、なだらかな丘陵地帯に位置する。この丘陵地帯はドイツ中央部の平野がその南側に位置するテューリンゲンの森に移行する途中にあたる。エアフルトの西30kmにはアイゼナハ、東20kmには世界遺産を擁するヴァイマル、さらにその東20kmには古い大学町のイェーナがある。地名はErphesfurt(742)、Erfesfurt(802)、Erpesfurt(805)と書かれてきた。furt はFrankfurt（フランクフルト）をはじめ多くの地名に使われている語で「（歩いて渡れる）浅瀬」を意味する。古高ドイツ語erphは>dunkelfarbig<「暗色の、黒っぽい」、>bräunlich<「褐色がかった、茶色味をおびた」を意味する。ゲーラ川（die Gera）のエアフルトを流れる部分ないし、ゲーラ川をErphesaと呼んだのではないかとの推測がなされている。

## 文化

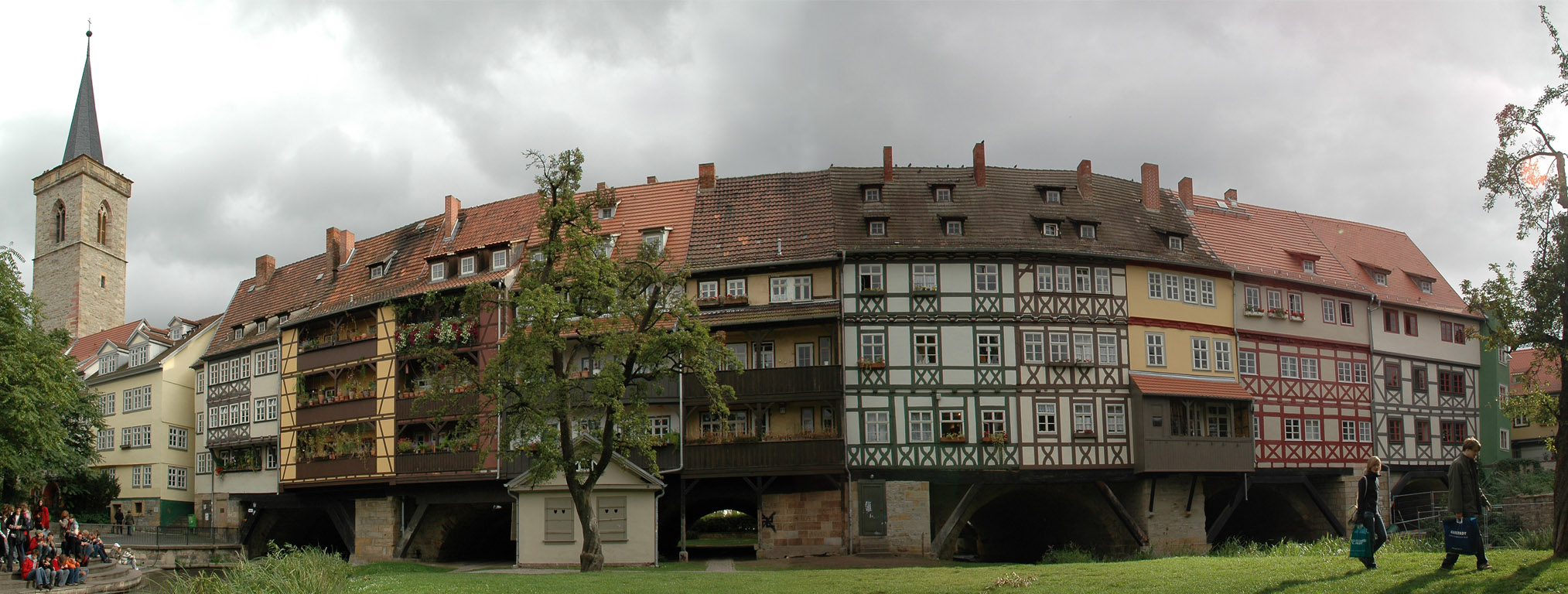
北側から見たクレーマー橋

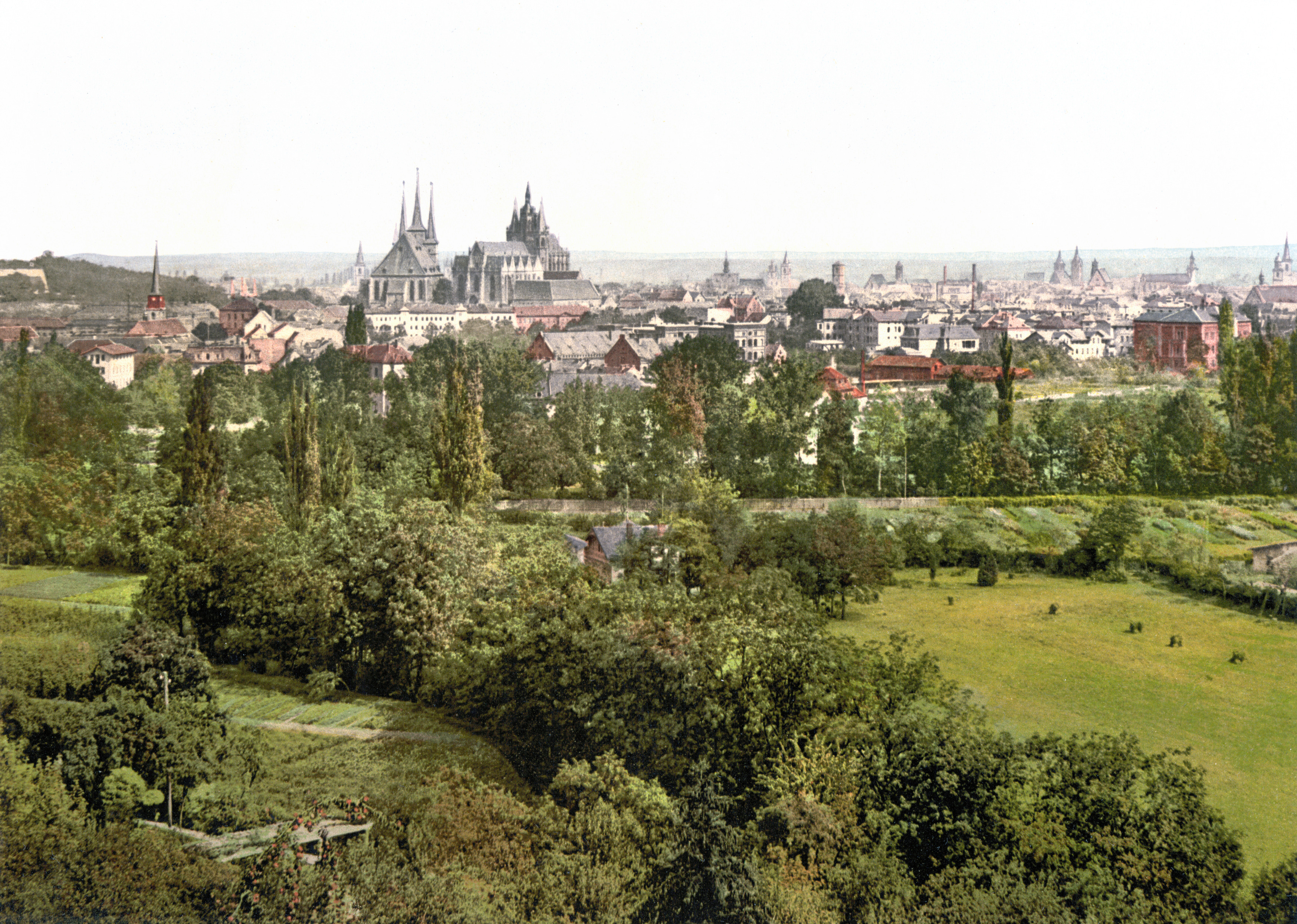
1900年頃のエアフルト

この都市はライプツィヒの南西100km、ベルリンの南西300km、ミュンヘンの北400km、フランクフルトの北東250kmに位置し、13世紀ころには、すでにヨーロッパの交通・交易の要衝として繁栄していた。それはこの土地が、長い期間にわたって文化の交差点であったことを意味し、それを象徴する建造物がクレーマー橋である。もとは木製の橋がかかっており (1100年頃建造)、1325年に市が架け替えて現在の原型ができたという。橋上の両側に商店が建ち並ぶ構造はフィレンツェのヴェッキオ橋に似ており、屋根付橋ではない。この様式の建造物としてはヨーロッパでも数少ない文化遺産のひとつである。
このようにエアフルトが文化の交差点となり得たのは地理的な条件もあるが、アイ (Isatis tinctoria L.) の産地の中心にあり、市内のドイツ園芸博物館 Deutsche Gartenbaumuseum (ドイツ語版) のひき臼の展示に見るように青色染料を取り出す加工の中心地だったことがひとつの要因である。青色染料は古くは金と同等の価値があると見なされており、長年にわたってこの街の富の集積におおいに貢献した。
第二次世界大戦の戦火をまぬかれた旧市街には中世から近代にいたる各時代の荘厳な建築物が林立し、「建築物の博物館」と評する建築家もいる。旧市街のすぐ隣には17世紀から19世紀にかけて造営されたペテルスベルク要塞（ツィタデレ・ペテルスベルク）があり、大規模かつ保存状態のよい防備施設を見学することができる。
エアフルトは、テューリンゲン地方の名物料理であるブラートヴルスト（粗びきソーセージ）やクロース（ジャガイモ生地の団子）のみならず、庭園・園芸都市としての伝統に培われたソラマメやクレソンを活用した料理でも有名である。

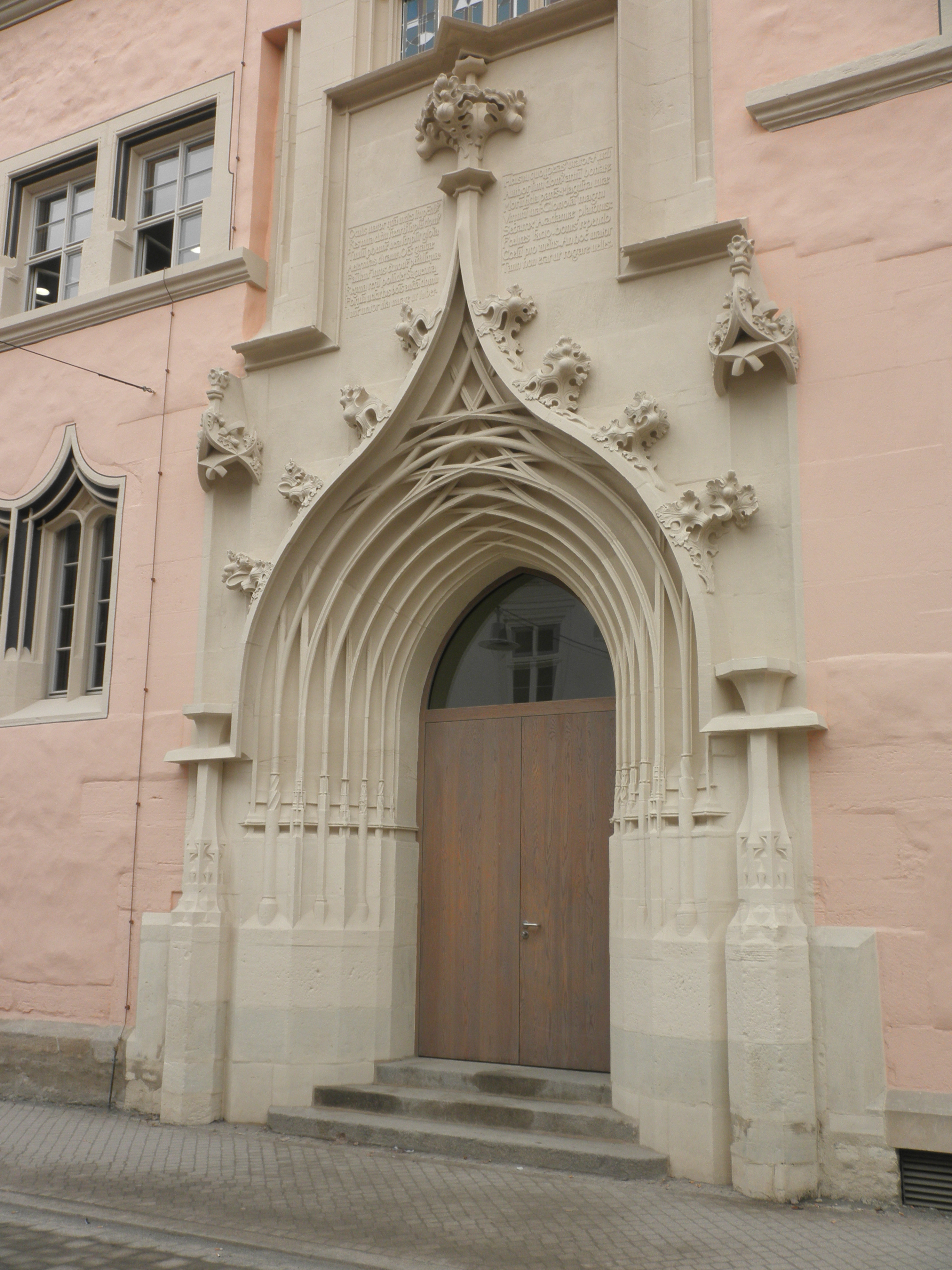
ゴシック様式のエアフルト大学旧校舎 (復元)
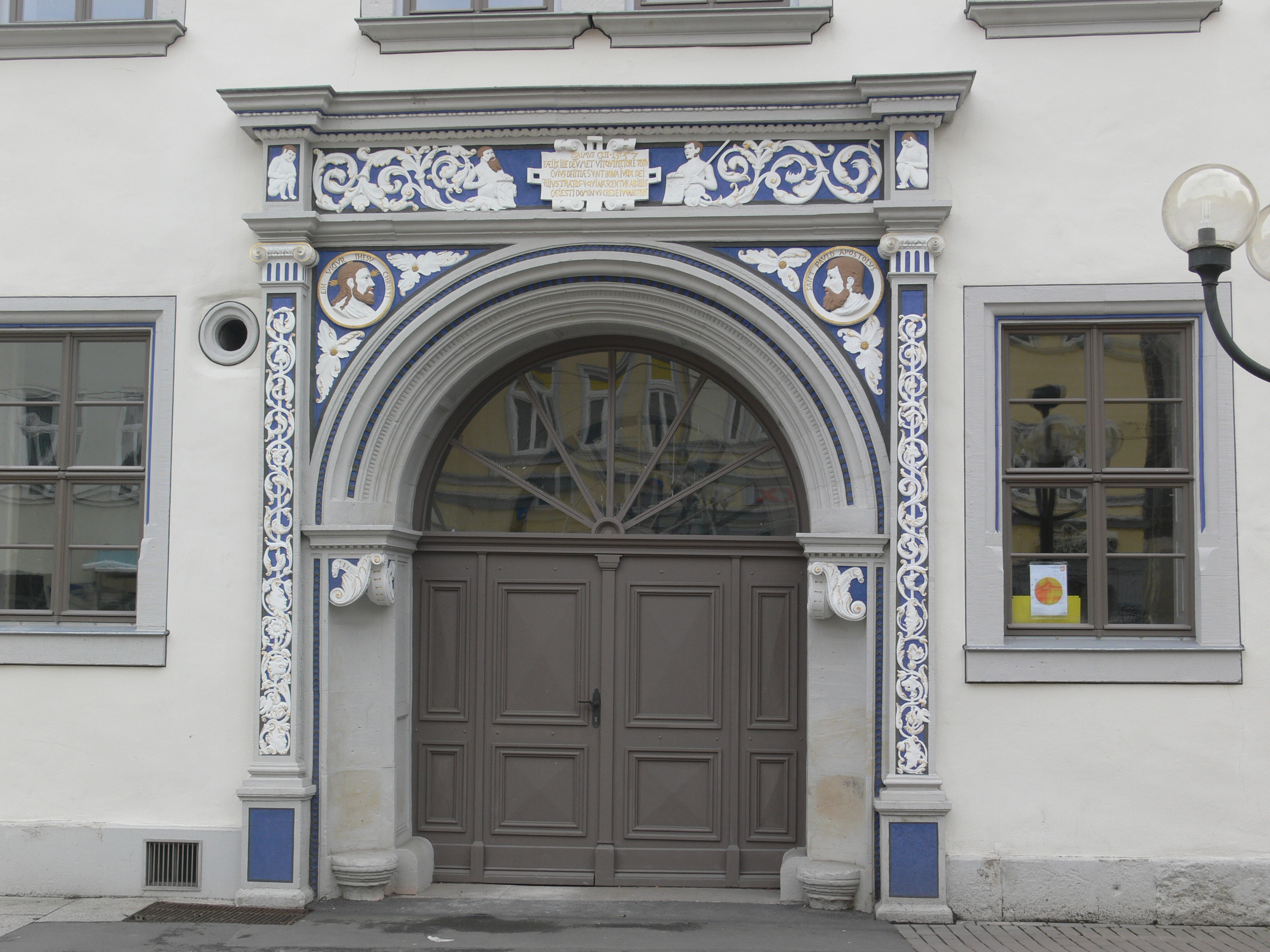
ルネサンス様式のダケレーデン邸 (旧ルシウス邸)
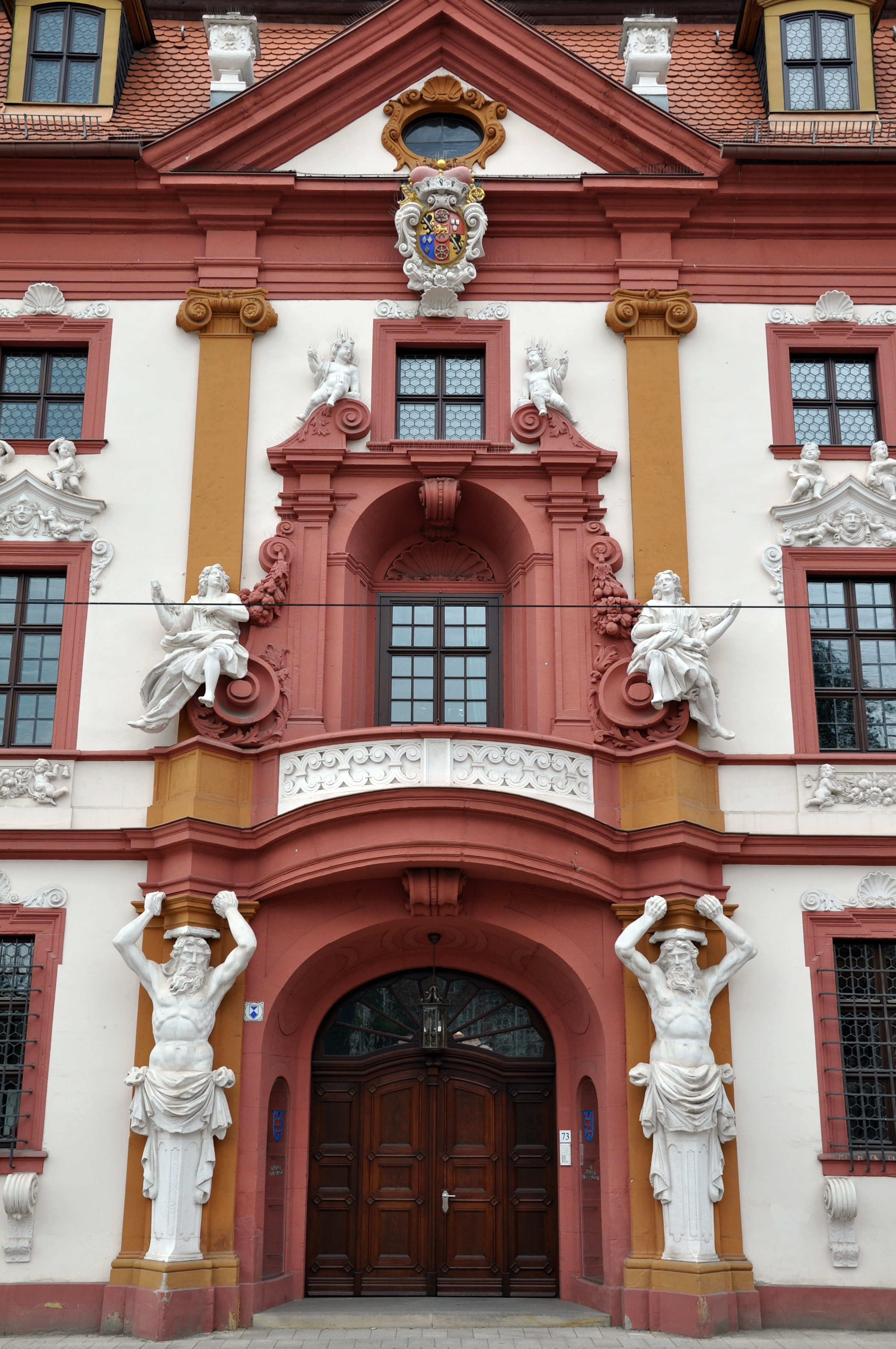
バロック様式のテューリンゲン州庁舎 (1727年建築)
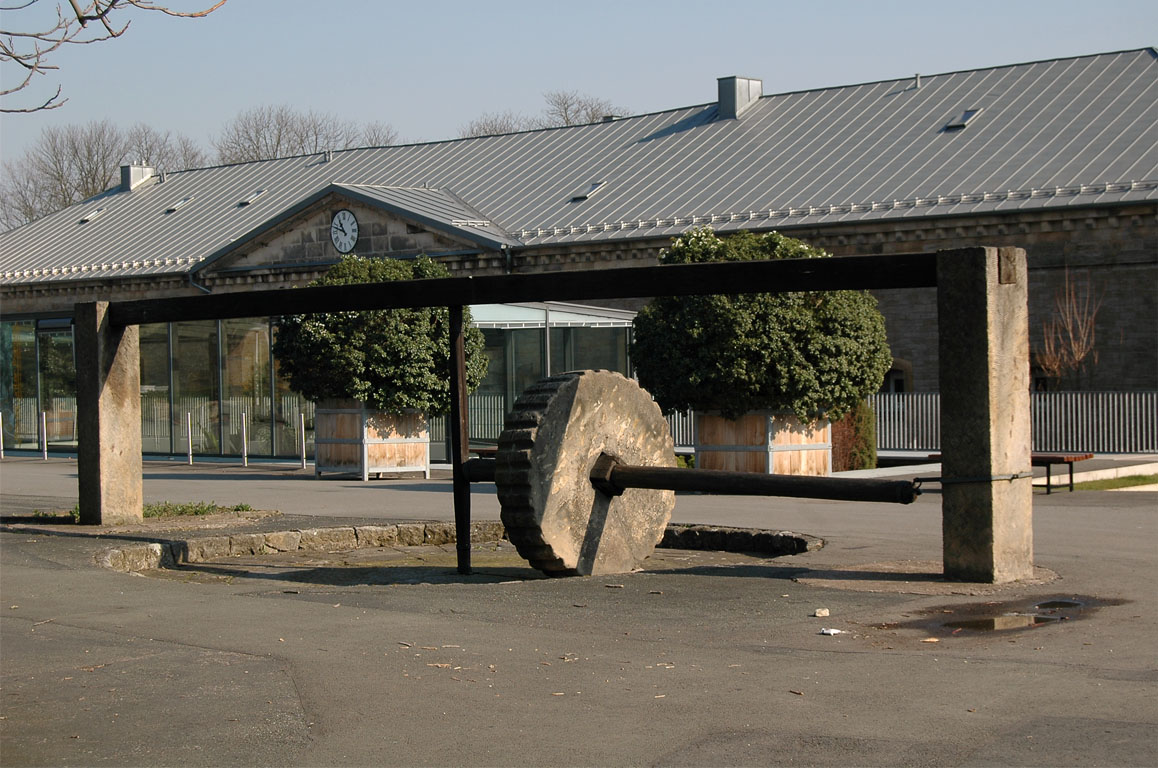
アイの葉を加工するひき臼 (ドイツ園芸博物館)

エアフルトがドイツのスポーツ文化の一拠点であることは、あまり知られていない。ウインタースポーツが中心であるが、特に盛んなのはアイススケートである。近郊のオーバーホフではしばしばノルディックスキーの国際大会が開催される。プロサッカークラブのロートヴァイス・エアフルトは、旧東ドイツ時代に成立した有力クラブであり、東西ドイツの統一後はブンデスリーガ2部とレギオナルリーガ（3部）を行き来している。

## 宗教

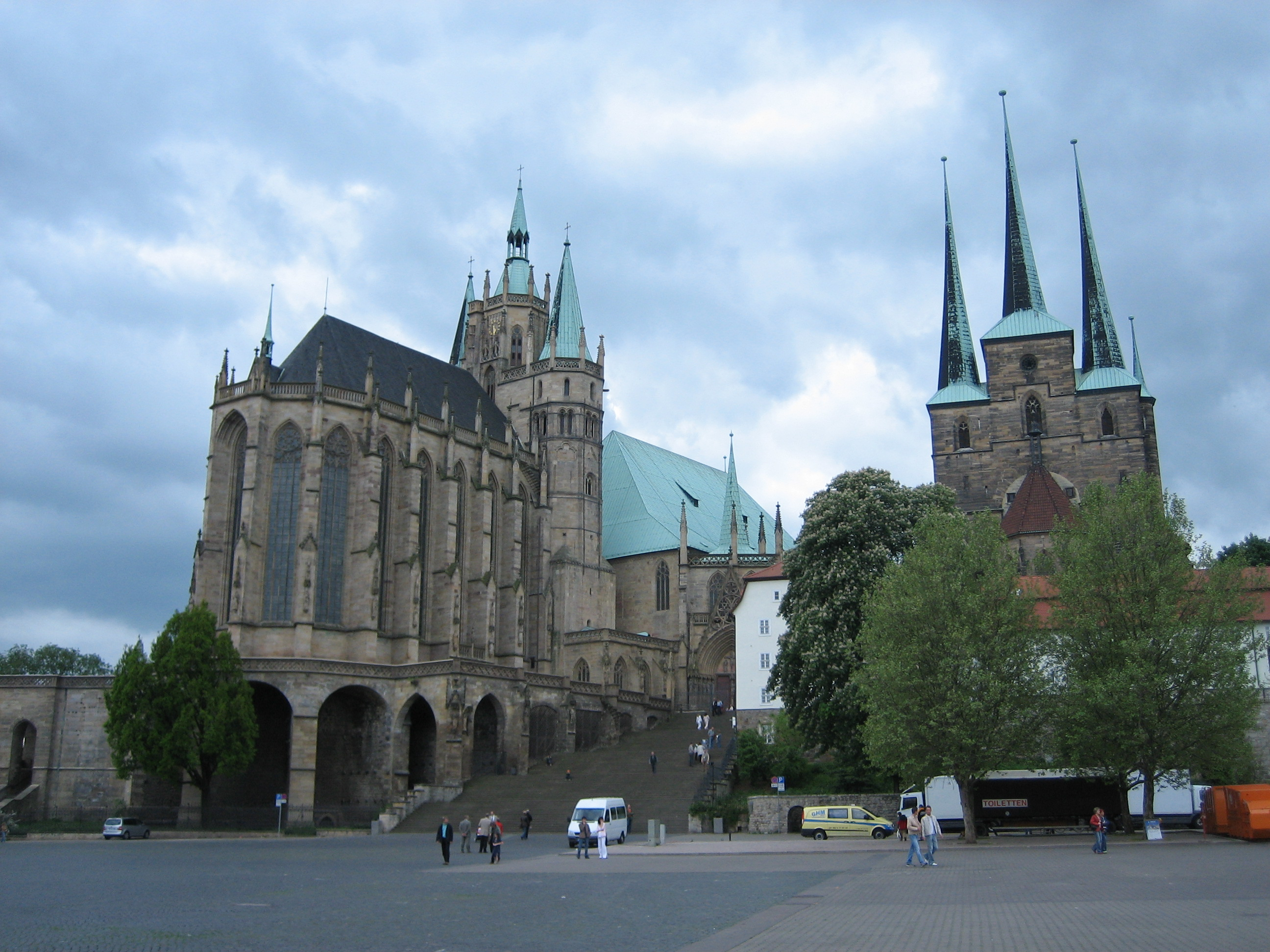
大聖堂

宗教改革を行ったマルティン・ルターは、学生時代の1501年から1505年までエアフルト大学に在籍し、哲学を学んだ。彼が修道者を志したのは、エアフルト近郊のシュトッテルンハイムの草原で落雷の危機に会いながらも生還したことがきっかけであった。その意味でエアフルトは宗教改革の原点となった地とも言える。

### ユダヤ人
11世紀末から14世紀半ばのポグロムの時期にかけて、市内にはユダヤ人のコミュニティがあり、現在もシナゴーグのアルテ・シナゴーグ、ミクワーと石の部屋の3つの遺構が残っている。中世の中央ヨーロッパにおけるユダヤ教徒と多数派のキリスト教徒との共存を示す記録として、2023年にユネスコの世界遺産に登録された。

#### 世界遺産の登録基準
この世界遺産は世界遺産登録基準のうち、以下の条件を満たし、登録された（以下の基準は世界遺産センター公表の登録基準からの翻訳、引用である）。
- (4) 人類の歴史上重要な時代を例証する建築様式、建築物群、技術の集積または景観の優れた例。

## 歴史

### 中世・近代
「チューリンゲン地方の中心地であると同時に古くからある複数の遠隔地街道の抜群の交差点である」（エネン）。この地域には既に6世紀・7世紀に人が居住していた痕跡が残っている。725年頃、ボニファティウスは浅瀬沿いのドームヒューゲル（Domhügel）に教会を建立したが、ペータースベルク（Petersberg）には彼以前に教会が建てられていたとされる。741年、ボニファティウスはこの地に司教座を置いた。755年にマインツ大司教座の下に入り、この地の司教座は失われたが、その後も重要な教会上の中心地であった。フランク時代以前のブルクが発展の出発点になったが、そこには国王宮殿がつくられていた（802年の文書に言及）。
「大青栽培に専門化している肥沃な地域の中央に位置するエアフルト」は、中部ドイツのハンザ都市グループのなかでは経済的に最も重要な土地であった。「エアフルトの大青商業は12世紀以降存在が立証されている」。フィレンツェは大青をエアフルトで入手させている。1493年の人口は約18,500人であった。1066年と1168年に市域（約130 ha）を囲む壁が築かれた。13世紀から15世紀にかけて80以上の村落や城塞を確保した。12世紀以降自治組織が整えられ、市章が使われるようになる。1331年、4週間の市場開設特権を認められる。1352年には市参事会が貨幣鋳造権を獲得する。1350年/1351年、ペストにより人口が減少した。
1816年まで存続する市立エアフルト大学は1392年に創立された。エアフルトは「かねて学都として諸方から学生を集めていた」が、教会大分裂（1378年 - 1417年）がはじまると、パリ大学が分裂し、アヴィニョン派が優勢になり、ローマ派のドイツ人学徒がこの地にやって来たことがきっかけとなってエアフルト大学が生まれた。特許状はローマの教皇ウルバヌス6世から与えられた。近代になり、ドイツの大学の中で 人文主義の進出が目覚ましかったのはこの大学である。ここでは人文主義者の学長のもとに、新しい文法書の採用、人文主義的講義の正課としての認定等の改革が行われた。マルティン・ルターは人文主義の盛んな時代のこの大学で学生生活を送ったが、「学生ルターはこの大学の人文主義的風潮には余り影響されなかったようである」。
ルターによる宗教改革が起きると、エアフルト大学の「若い世代の人文主義者たちは、ルターの新神学と人文主義を混同して、ルターの運動に対する最も直截な反応を示した。彼らは1519年、大学の人文主義的改革を断行し、ルター支持の声も高らかに、反教会的な態度に踏みきったのである」。1520年、ルターに対する教皇の破門状に大学当局は断固反対の意志を表示、1521年にルターがヴォルムス国会への途上行った「反僧侶的説教」にも刺激され、「興奮した学生と下層市民は「僧侶襲撃」にあれ狂い、騒動は波状的にくり返されて、エアフルトは騒乱のちまたとなった」。ルターの「信仰のみ」の思想は学問否定の運動をひきおこすに至るが、エアフルト大学ではランゲ教授が「学問も大学も不要」と主張した。
1510年頃にはじめて出版されたドイツの民衆本『ティル・オイレンシュピーゲルの愉快ないたずら』、その第60・61話では主人公が肉屋から焼き肉を騙し取った物語が語られているが、その舞台はエアフルトに設定されている。
1802年/1803年以降プロイセンに帰属。この時エアフルトは多数の付属市町村を擁し、それらの人口も合わせた人口は46,000人であった。1945年テューリンゲンに帰属した。

### 冷戦時
1970年3月、東西ドイツの首相による初の首脳会談の場としてエアフルトが選ばれ、東ドイツのヴィリー・シュトフ、西ドイツのヴィリー・ブラントによる会談が行われた。

### 21世紀のエアフルト

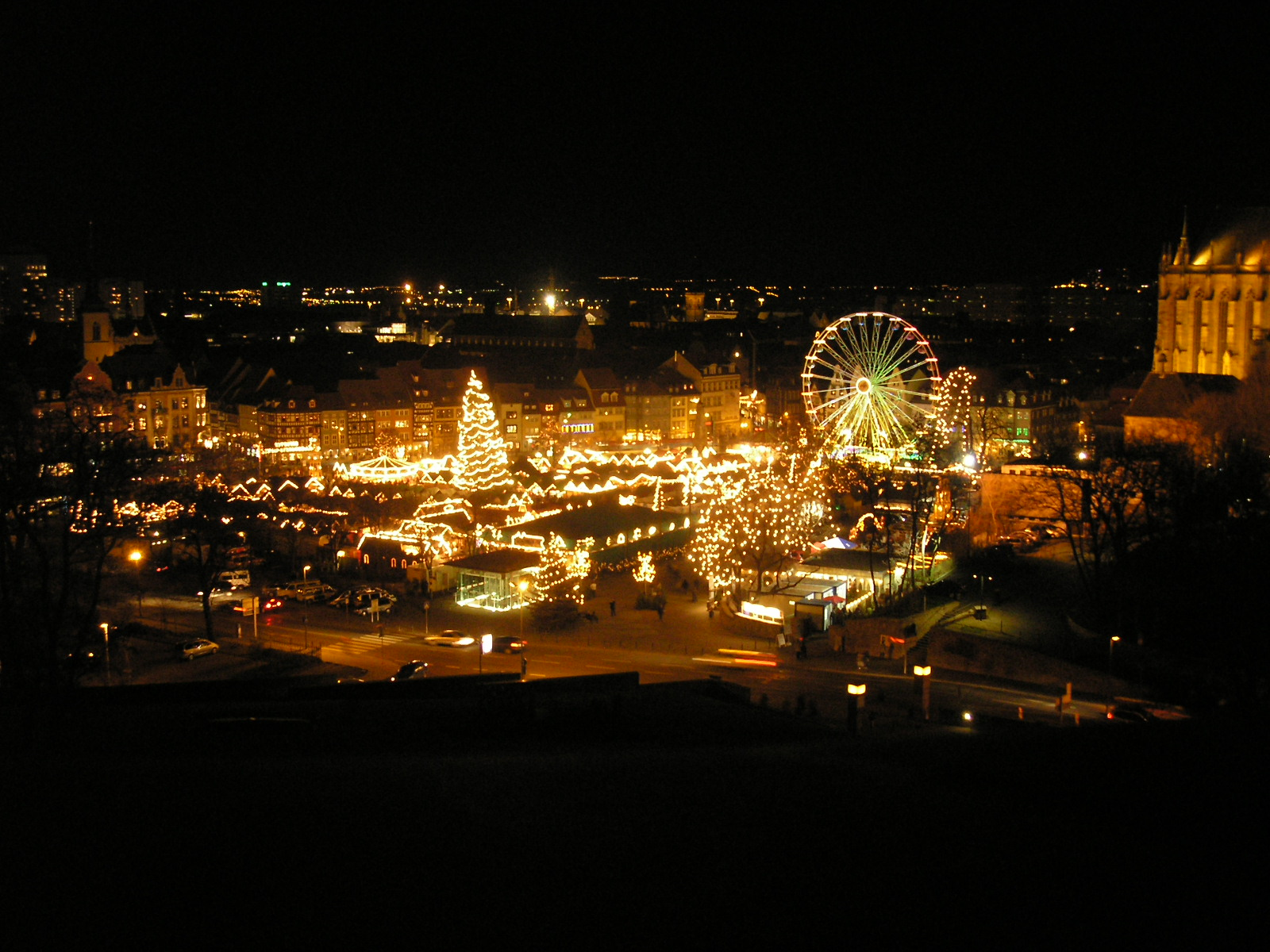
クリスマスマーケット

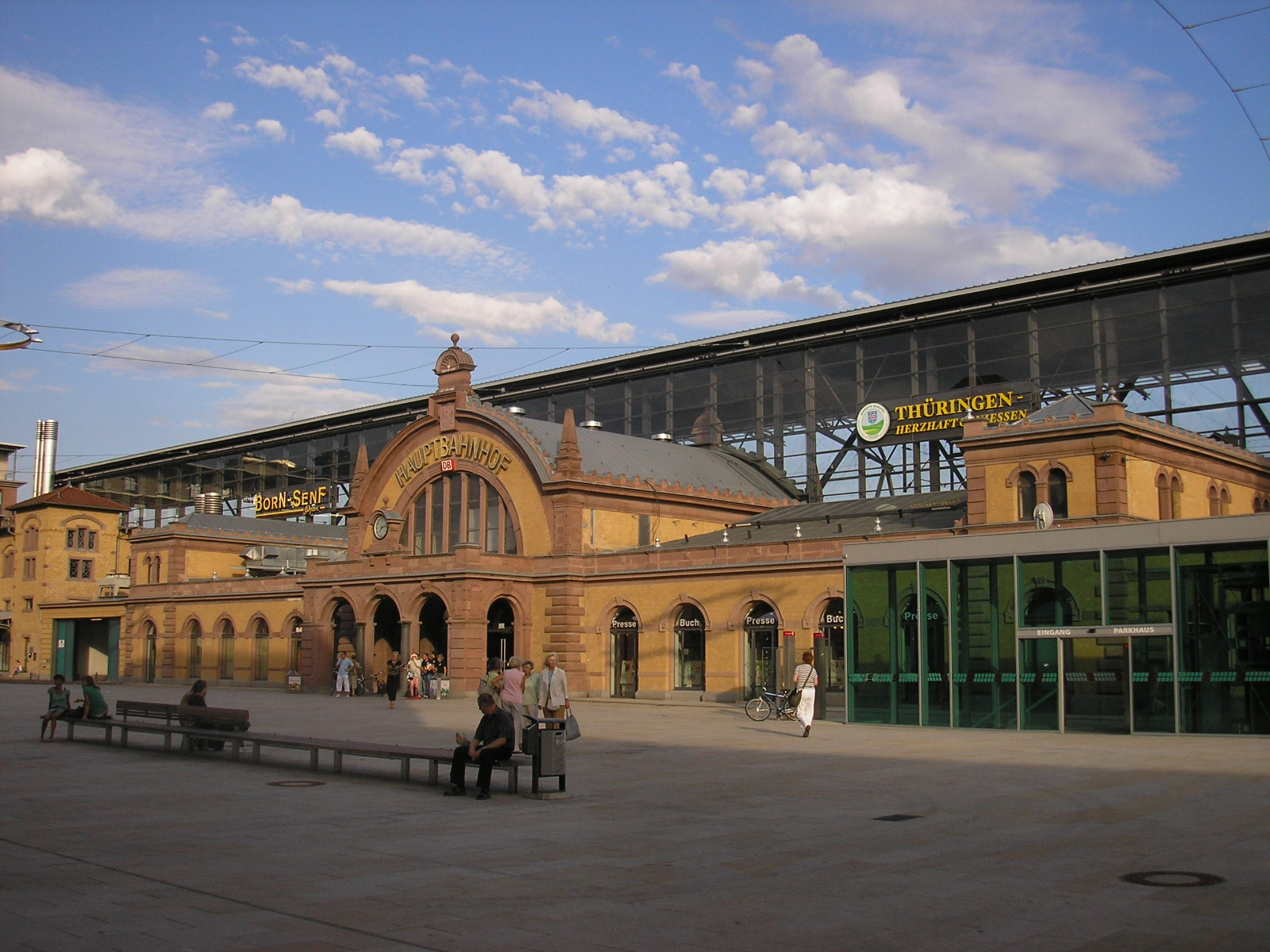
エアフルト中央駅

学校に外部の犯人が侵入して教師や生徒を殺傷するというエアフルト事件が2002年の春に発生した。ギムナジウム（小学校高学年から高校に相当する学校）の退学者が母校で銃の乱射事件を引き起こし、教師を含む多数の犠牲者を出した。現代の社会問題のさきがけとなる忌まわしい事件が最初に発生した都市として、全国の注目を集めることとなった。
なお、この事件を契機にドイツ国内では暴力的な表現を伴うコンピュータゲームの規制を求める世論が強まり、そうした世論を受けて公的倫理審査団体・ソフトウェア事前審査機構（USK）が2003年に設置されている。
エアフルト中央駅では2005年末に大規模な改修工事が完了し、州都にふさわしいこの地域のターミナル駅としての機能を備えるようになった。

## クリスマスマーケット
エアフルトのクリスマスマーケットが数あるマーケットの中でも大きい部類に属することは、あまり知られていない。ドイツのクリスマスマーケットで最も有名なのはニュルンベルク、最も古いのはドレスデン、最も大きいのはシュトゥットガルトなどとされるが、壮大さに関しては、これらに勝るとも劣らない。壮麗なドーム（大聖堂）の下の広場で開催されるマーケットは東西ドイツ再統一後、明るく荘厳な雰囲気を醸し出すようになってきている。

## 交通
- エアフルト市電

## 姉妹都市
- ジェール（ハンガリー） 1971年[注 2][22]
- ロヴェチ（ブルガリア） 1971年 (ドイツ再統一後、1996年に提携を確認)[22][23][24]
- ヴィリニュス（リトアニア） 1972年[22]
- カリシュ（ポーランド） 1984年 (ドイツ再統一後、1990年に提携を確認)[22][25]
- マインツ（ドイツ） 1988年[22]
- リール（フランス） 1988年[22][26]
- ショーニー（アメリカ合衆国） 1993年[22][27]
- サン・ミゲル・デ・トゥクマン（アルゼンチン） 1993年[22]
- ハイファ（イスラエル） 2000年[22][28]
- 徐州市（中華人民共和国） 2005年[22]
- カティ（マリ） 2011年[22][29]

## エアフルト出身の著名人
- リヒャルト・ヴェッツ - 作曲家

- マックス・ヴェーバー - 政治学者、社会学者、経済学者。生家跡には金属製の案内板が取り付けられている[30]。
- マイスター・エックハルト - キリスト教神学者、神秘主義者

- ヨハン・アンブロジウス・バッハ - 音楽家、ヨハン・ゼバスティアン・バッハの父

- ヨハン・ベルンハルト・バッハ - 作曲家、ヨハン・ゼバスティアン・バッハのはとこ

- ヨハン・パッヘルベル - 作曲家
- ザビーネ・ブッシュ - 陸上競技選手
- クレメンス・フリッツ - サッカー選手

## 注
1. ↑  地元新聞「Thüringer Allgemeine」の連載記事「エアフルトの史跡」(Denkmale in Erfurt) より2012年3月31日の記事を修正して転載[5]。
2. ↑  地元新聞「Thüringer Allgemeine」紙の連載記事「エアフルトの史跡」2014年3月15日掲載分を編集して転載。市役所玄関に姉妹都市を記した銘版を取り付けた[22]。